# Брендон Карло
Брендон Карло (англ. Brandon Carlo; 26 листопада 1996, м. Колорадо-Спрінгз, США) — американський хокеїст, захисник. Виступає за «Бостон Брюїнс» у Національній хокейній лізі.
Виступав за «Трай-Сіті Амеріканс» (ЗХЛ).
У складі молодіжної збірної США учасник чемпіонату світу 2015.